# Tales of Destiny 2
Tales of Destiny 2 (яп. テイルズ オブ デスティニー ２ Тэйрудзу обу Дэсутини: 2) — четвёртая игра в серии Tales, разработанная Telenet Japan и Wolfteam и выпущенная Namco. Эта игра является сиквелом Tales of Destiny, и её часто путают с Tales of Eternia — другой игрой серии, которая была выпущена в США и Европе под названием Tales of Destiny II. Жанр Tales of Destiny 2 описывается разработчиками как RPG, отпускающая судьбу (яп. 運命を解き放つRPG Уммэй о токиханацу RPG). Вступительный ролик и анимированные сцены в процессе игры были созданы компанией Production I.G. Главную музыкальную тему игры Key to My Heart исполнила японская певица J-pop Маи Кураки.

## Игровой процесс
Как и в предыдущих играх серии, в Tales of Destiny 2 есть пять основных режимов геймплея: трёхмерная карта мира, двухмерные города и подземелья, поле сражения, экраны меню и врезки. С помощью карты мира игрок может перемещаться между различными локациями, выполняя сюжетные задания. Перемещение может осуществляться пешком, на корабле или на воздушном транспорте, причём при путешествии пешком игрок случайным образом будет вступать битву с врагами.
Неигровые персонажи, живущие в городах, а также встречающиеся в подземельях, могут давать игроку полезную информацию. Иногда диалоги с ними необходимы для развития сюжета, но в основном они являются необязательным дополнением и сделаны только для придания глубины вымышленному миру. В каждом городе игрок может купить экипировку для своего отряда и расходные предметы — как и во всех других играх серии, валютой является Галд (Gald (яп. ガルド Гарудо)). Деньги можно зарабатывать побеждая противников либо находя сундуки с сокровищами.

## Отзывы и критика
Tales of Destiny 2 получила 33 из 40 возможных баллов от японского журнала Famitsu, который также присудил ей золотую награду. Версия, изданная для PlayStation 2, была продана в количестве 977 000 копий по всему миру. Версия для PSP была продана в количестве 129 000 копий. В 2006 году журнал Famitsu провёл опрос читателей, по результатам которого составил список из самых популярных игр: Tales of Destiny 2 оказалась в нём на 89 позиции.